# Аншаков Борис Якович
Аншако́в Бори́с Я́кович (*21 липня 1947, місто Воткінськ — †20 липня 1985, там само) — російський філолог, заслужений діяч культури Удмуртської АРСР (1979).
1975 року закінчив філологічний факультет Пермського державного університету. Працював вчителем в середній школі, старшим співробітником Будинку-музею П. І. Чайковського в місті Воткінську.
Автор робіт про життя та діяльність П. І. Чайковського та інших відомих людей.

## Твори
- Дом-музей П. И. Чайковского в г. Воткинске. Ижевск, 1974
- Братья Чайковские. Ижевск, 1981